# Feizollah Bandali
Feizollah Bandali (persisch فيض‌الله بندعلي; teilweise auch Fayzollah Band Ali; * 20. Juni 1939 in Shemshak) ist ein ehemaliger iranischer Skirennläufer.

## Karriere
Bandali gab sein internationales Renndebüt bei den Weltmeisterschaften 1962 in Chamonix, wobei er sein bestes Ergebnis mit Rang 42 im Riesenslalom erreichte. Zwei Jahre später nahm er das erste Mal an Olympischen Winterspielen teil, hier war ein 65. Platz im Riesenslalom seine beste Platzierung.
Am 9. Februar 1968 startete Bandali als erster iranischer Skirennläufer bei einem Weltcuprennen. Die olympischen Wettbewerbe in Grenoble zählten nämlich nicht nur als Alpine Skiweltmeisterschaft, sondern auch zum Alpinen Skiweltcup.
1972 erreichte er sein bestes Ergebnis bei einem internationalen Großereignis. Bei den Winterspielen von Sapporo erreichte er in der nur als Weltmeisterschaft zählenden Alpinen Kombination den 11. Platz, bis heute das beste Ergebnis eines iranischen Skirennläufers bei einem internationalen Großereignis.
Nach 1972 ist Bandali nicht mehr als Sportler in Erscheinung getreten.

## Erfolge

### Olympische Winterspiele
- Innsbruck 1964: 65. Riesenslalom, 66. Abfahrt, DNQ Slalom
- Grenoble 1968: 68. Abfahrt, 70. Riesenslalom, DNQ Slalom
- Sapporo 1972: 32. Slalom, 40. Riesenslalom, 54. Abfahrt

### Weltmeisterschaften
- Chamonix 1962: 42. Riesenslalom, 49. Abfahrt[3]
- Innsbruck 1964: 65. Riesenslalom, 66. Abfahrt, DNQ Slalom
- Grenoble 1968: 68. Abfahrt, 70. Riesenslalom, DNQ Slalom
- Sapporo 1972: 11. Alpine Kombination, 32. Slalom, 40. Riesenslalom, 54. Abfahrt